# St. Gallus (Groß-Umstadt)

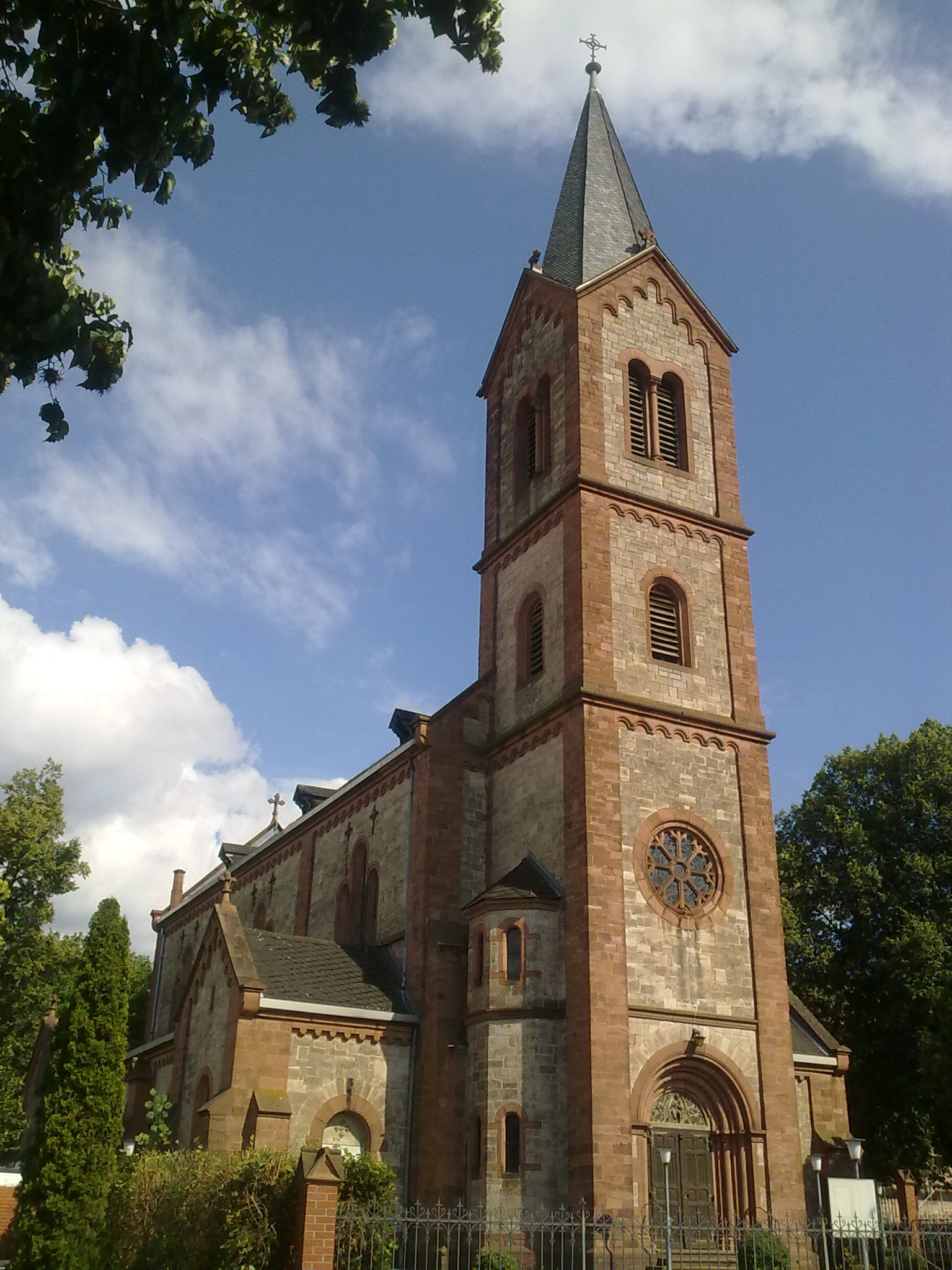
St. Gallus (Groß-Umstadt)

Die römisch-katholische, denkmalgeschützte Kirche St. Gallus steht in Groß-Umstadt, einer Gemeinde im Landkreis Darmstadt-Dieburg in Hessen. Die Pfarrei gehört zur Pfarrgruppe Groß-Umstadt im Dekanat Dieburg im Bistum Mainz.

## Beschreibung
Die mit Lisenen und Bogenfriesen gegliederte neuromanische Basilika wurde von 1897 bis 1899 nach Plänen von Wilhelm Freiherr von Riefel gebaut. Sowohl das Mittelschiff als auch die beiden Seitenschiffe haben im Osten Apsiden. Der viergeschossige, von Treppentürmen flankierte Kirchturm, der mit einem achtseitigen, schiefergedeckten, spitzen Helm bedeckt ist, steht im Westen. Von den ursprünglich drei Kirchenglocken wurden im Zweiten Weltkrieg zwei eingeschmolzen. Erst 1962 konnten vier neue Glocken von der Glockengießerfamilie Schilling angeschafft werden. 
Die Orgel wurde 1900 von Heinrich Bechstein gebaut.